# Resurrection Man
Resurrection Man è un personaggio dei fumetti DC Comics, un supereroe le cui avventure furono pubblicate dal 1997 al 1999 in una serie omonima, creata da Andy Lanning, Dan Abnett e Jackson Guice.

## Descrizione della serie
Nato in Viceroy, Carolina del Sud, Mitchell "Mitch" Shelley divenne un avvocato che si ritrovò soggetto per un test di laboratori non volontario per un esperimento sulla nanotecnologia, coinvolgenti dispositivi specializzati chiamati "tektiti", da un'organizzazione conosciuta soltanto come "il Laboratorio". L'esperimento diede a Shelley una breve amnesia per qualche mese, e lo rese effettivamente immortale, ma con un difetto: lui poteva ancora rimanere ucciso, ma la morte sarebbe stata solo una questione di secondi, forse minuti a causa dei tektiti; la loro presenza nel corpo di Shelley lo avrebbero inevitabilmente resuscitato e con un potere diverso per ogni "resurrezione". Un commento dello Straniero Fantasma in Resurrection Man n. 18 avendo lavorato con lui in alcune vite precedenti suggerisce che c'è più potere in lui che tektiti. Tuttavia, le serie non furono mai più esaustive al riguardo.
La ricerca di Shelley della verità sulle sue origini e dei suoi nuovi poteri lo portarono in giro per gli Stati Uniti, portandolo ad una faida continua con Vandal Savage, i Doppi Corpi e molti altri, così come alleanze e amicizia con vari membri della Justice League of America. Almeno un futuro alternativo stabilì la sopravvivenza di Shelley e il suo ruolo a tempo pieno nella League nell'853º secolo. In quel tempo sviluppò un dispositivo, il Resurrettore, attaccato al suo polso, che lo avrebbe ucciso permettendogli di selezionare specificati poteri. Vandal Savage utilizzò questo dispositivo contro di lui, riprogrammandolo per fare sì che uccidesse Shelley costantemente, negandogli la possibilità di resuscitare, finché Martian Manhunter non distrusse il congegno. Tuttavia, Shelley ritornò vivo più tardi nel successivo DC One Million 80-Page Giant n. 1.000.000 (1999).

## Biografia del personaggio
I poteri di Resurrection Man lavorano in un modo diverso dal modo di agire di un eroe tradizionale. Quando viene ucciso, ritorna in vita con un potere nuovo correlato in qualche modo alla sua morte. Si va dalle abilità minori, come il cambiamento di colore della pelle e creare farfalle pirotecniche, a quelle straordinarie, come l'abilità di trasformarsi in un mostro gigante a prova di proiettile. Può divenire più forte di ogni singolo membro della Justice League, se la resurrezione avviene in modo adeguato.
Originariamente un avvocato acclamato dal pubblico in Viceroy, nella Carolina del Sud, passò i primi numeri cercando di capire chi fosse e di come ottenne i poteri di Resurrection Man. I fumetto comincia con Shelley, un vagabondo senza memoria, che inciampò nei suoi poteri. Si batté con un'incarnazione di Amazo e fu portato all'attenzione della Justice League nel n. 2. Fu perseguitato dai Doppi Corpi - due assassine curve e alla moda assunti da una misteriosa organizzazione chiamata "Il Laboratorio".
Questo "Laboratorio" diede a Shelley il potere di resuscitare istantaneamente, ma fu anche qualcosa di più, le sue origini si allungano lontano nel passato dell'universo DC. Fu rivelato che Shelley combatté Vandal Savage nel corso del tempo, dai tempi delle caverne fino all'età contemporanea, ogni volta tentando di fermare i piani di Savage prima di venire ucciso da Savage in combattimento.
Ritornò nell'Universo DC in Infinite Halloween Special n. 1 della DC. Qui è un cacciatore di taglie che tentava di uccidere Killer Croc. Croc riuscì, però, a ucciderlo e a mangiarlo. Mitchell manifestò un nuovo potere che portò Croc a correre verso una stazione di gas e facendola esplodere. Mitchell fu visto alla fine mentre lasciava un bar dopo essere stato sicuro dell'acciuffamento di Croc.
Resuscitò ancora una volta in Supergirl n. 28.

## Morti e resurrezioni più note
- Tipo di morte: Sconosciuta
  - Resurrezione: volo
- Tipo di morte: Spari multipli al petto
  - Resurrezione: manipolazione dell'aria per colpire i bersagli, "indurimento" per formare uno scudo, e tagliare alla perfezione
- Tipo di morte: Esplosione di una tanica di benzina e una di gas
  - Resurrezione: immunità alle alte temperature, generazione di fiamme e fuoco dalle mani, controllo telecinetico del fuoco, salti con spinta ad esplosione e aria supercalda
- Tipo di morte: Lancio di un razzo
  - Resurrezione: potere di trasformarsi in uno scheletro pirotecnicamente infiammato e ritorno alle sembianze normali a volontà
- Tipo di morte: Sconosciuta
  - Resurrezione: telecinesi, sensi sviluppati fino a livello cosmico (disse di aver sentito l'universo cantare), volo, disintegrazione molecolare dei bersagli, sono alcuni di essi; inclusi ci sono anche, resistenza indefinita al potere di manipolazione della realtà da parte di Mr. Skism
- Tipo di morte: Investito da un camion
  - Resurrezione: capacità di mutare forma
- Tipo di morte: Esplosione nucleare
  - Resurrezione: capacità di divenire un'ombra vivente
- Tipo di morte: Sovraccarico di dolore via sperimentazione
  - Resurrezione: divenne una donna

## Elseworld
Mentre veniva pubblicato l'arco narrativo Resurrection Man Abnett e Lanning scrissero anche, per la linea Elseworlds, il graphic novel The Superman Monster, che riprese la storia di Frankenstein come fosse una storia di Superman, in cui compare un vero e proprio "resurrection man" (sostanzialmente un ladro di cadaveri) illustrato in un modo molto somigliante a Mitch Shelley.